# Екологія та ноосферологія
«Екологія та ноосферологія» (англ. Ecology and Noospherology Journal) — перший екологічний журнал в Україні, заснований 1995 року.
Співзасновники часопису — Дніпропетровський національний університет імені Олеся Гончара та ТОВ "Агентство «ТЕЛЕПРЕСІНФОРМ»
Виходить чотири рази на рік українською, російською й англійською мовами. Журнал зареєстровано ВАК України як профільне видання з біологічних наук (наказ МОН № 261 від 6 березня 2015 року).
Свідоцтво про державну реєстрацію: КВ № 21139-10939 ПР від 19 січня 15 / КВ № 5258 від 2 липня 2001.
Журнал входить до міжнародних наукометричних та реферативних баз даних: EBSCO, Ulrich's Periodicals Directory, Index Copernicus ICV 2015 = 62,76, ProQuest (Environmental Science, Natural Science, SciTech Collections).

## Діяльність
- Журнал публікує матеріали наукових досліджень щодо перспективних напрямків фундаментальної науки, висвітлює актуальні прикладні розробки та впровадження інноваційних проектів у галузі екології, ботаніки, зоології, ґрунтознавства, мікробіології, хімії, географії, геології, математики тощо.
- Часопис є майданчиком для обміну науковими ідеями, методологією досліджень і практичними досягненнями, а також для дискусійного обговорення нових теорій та досліджень на стику наук.
- З метою розширення наукового кругозору дослідників з профільних і суміжних галузей знань журнал інформує наукову спільноту про передовий досвід вчених.
- На сторінках журналу висвітлюється інформація про нові навчальні посібники і монографії учених України та інших країн, спеціалізовані науково-технічні конференції, умови підготовки кадрів вищої кваліфікації.
- Часопис забезпечує інформаційну підтримки суб'єктів інноваційної діяльності та сприяє налагодженню творчих зв'язків між науковими колективами, залучує вчених до співпраці і кооперації заради вирішення актуальних проблем екологічної науки і ноосферології.

## Редакційна колегія
Головний редактор — Травлєєв Анатолій Павлович, член-кореспондент Національної академії наук України, доктор біологічних наук, професор, Заслужений діяч науки і техніки України, лауреат Державної премії України в галузі науки і техніки (Дніпровський національний університет імені Олеся Гончара, Україна).
Заступники головного редактора:
- Реціо Еспехо Хосе Мануель англ. Jose Manuel Recio Espejo — доктор біологічних наук, професор (Університет Кордоби, Іспанія), іноземний член НАН України;
- Joseph George Ray — доктор біологічних наук, професор (Університет Махатми Ганді, Індія);
- Ситник Костянтин Меркурійович — академік Національної академії наук України, доктор біологічних наук, професор (Інститут ботаніки імені М. Г. Холодного НАН України, Україна);
- Радченко Володимир Григорович — академік Національної академії наук України, доктор біологічних наук, професор (Державна наукова установа «Науковий центр екомоніторингу та біорізноманіття мегаполісу НАН України», Україна);
- Нікорич Володимир Андрійович — кандидат біологічних наук, доцент (Чернівецький національний університет ім. Ю. Федьковича, Україна).

Відповідальний секретар — Горбань Вадим Анатолійович, кандидат біологічних наук, доцент (Дніпропетровський національний університет імені Олеся Гончара, Україна).